# Erik Jurgens
Erik Constant Maria Jurgens (Altona, 24 november 1935) is een Nederlands rechtsgeleerde en voormalig politicus. Hij was namens de PPR en in een latere periode namens de Partij van de Arbeid lid van de Tweede Kamer en namens de PvdA lid van de Eerste Kamer. Sinds 1986 is hij voorzitter van de Thorbeckevereniging, sinds 1987 is hij hoogleraar staats- en bestuursrecht aan de Vrije Universiteit Amsterdam en sinds 1988 voorzitter van de Vereniging voor Media- en Communicatierecht en lid van de Raad voor de journalistiek, bijzonder hoogleraar recht van het parlementair stelsel aan de Rijksuniversiteit van Limburg en voorzitter van de redactie van Tijd en Taak (voor religie en socialisme). Hij is ridder in de Orde van de Nederlandse Leeuw en officier in de Orde van Oranje-Nassau.

## Levensloop
Jurgens werd geboren in het Duitse Altona dat sinds 1938 een stadsdeel vormt van Hamburg. Hij is een telg uit de familie Jurgens, een familie van margarinefabrikanten die mede-oprichter was van het Unileverconcern (1931). Hij was leerling op het jezuïetencollege Katwijk-De Breul in Zeist en eerder op Avisford School, Arundel, Engeland. In de jaren 1950 was hij voorzitter van de Amsterdamse studentenvakbond ASVA en rector van het Amsterdamsch Studenten Corps. Hij was oorspronkelijk lid van de KVP, waarvoor hij onder meer in het partijbestuur zat. In 1968 behoorde hij tot de oprichters van de PPR. Hij werd vervolgens voorzitter van die partij.
Bij de Tweede Kamerverkiezingen 1972 werd hij als Kamerlid voor de PPR gekozen. Hij bleef parlementslid tot 1975 waarna hij voorzitter van de NOS werd. In de loop van de jaren 1980 werd Jurgens bijzonder hoogleraar mediarecht aan de Universiteit Maastricht en deeltijdhoogleraar staats- en bestuursrecht aan de Vrije Universiteit Amsterdam. Als lid van de Godebaldgroep was Jurgens voorstander van samenwerking van de PPR met de PvdA en D66 in plaats van met de Communistische Partij Nederland en de Pacifistisch Socialistische Partij. Hij verliet de PPR in 1982 en werd in 1986 lid van de PvdA. Voor deze partij kwam hij in februari 1990 in de Tweede Kamer. Van 1991 tot 2007 was Jurgens lid van de Parlementaire Assemblee van de Raad van Europa in Straatsburg.
Opnieuw bleef Jurgens maar één periode in de Tweede Kamer. Van 1995 tot 2007 was hij vervolgens lid van de Eerste Kamer. Hij werd in de senaat gezien als een gezaghebbend woordvoerder over staatsrecht en mediarecht. In 2003 verloor hij de verkiezing om het voorzitterschap van de Eerste Kamer van Yvonne Timmerman-Buck. Hij werd vervolgens vicevoorzitter. Bij de Eerste Kamerverkiezingen 2007 stelde de op dat moment 71-jarige Jurgens zich niet meer beschikbaar.
Voor de Assemblee van de Raad van Europa schreef Jurgens talrijke rapporten, een daarvan samen met de Brit Michael Hancock over de gevolgen van het Liechtensteinse grondwetsrefendum in 2003.
Van 2008 tot 2011 was Jurgens voorzitter van de Mariënburgvereniging, een vernieuwingsgezinde katholieke/oecumenische beweging met 2300 leden. In 1981 was hij mede-ondertekenaar van de brochure Getuigen van de Geest die in ons leeft, die aan de basis van de vereniging stond. Sedert 2009 is Jurgens voorzitter van het bestuur van de Stichting Kasteelruïne Bleijenbeek te Afferden (Limburg).

## Persoonlijk
Jurgens is een zoon van drs. Rudolf Godfried Maria Jurgens (1903-1987), vicevoorzitter van de raad van bestuur van Unilever, en Huberta Maria van der Lande (1903-2000). Hij is een kleinzoon (via zijn moeders familie) van Eerste Kamerlid Jan van der Lande, een neef (oomzegger) van minister-president Jan de Quay, een verre neef van Eerste Kamerlid Anton Jurgens en een achterkleinzoon van Eerste Kamerlid Willem Prinzen.
- International Standard Name Identifier: 0000 0000 2611 7355
- Library of Congress Control Number: n86090314
- Nederlandse Thesaurus van Auteursnamen: 069707839
- Parlement.com: vg09llip7gvr
- Virtual International Authority File: 11328428
- WorldCat: E39PBJd3GYpWfY88mbBCrPY9Dq

Erik Jurgens (1975-1985) · Pieter van Dijke (1985-1988) · Joop van der Reijden (1988-1990) · Pieter van Dijke (wnd. 1990-1991) · Max de Jong (1991-1993) · André van der Louw (1994-1997) · Gerrit Jan Wolffensperger (1998-2003) · Harm Bruins Slot (2003-2008) · Henk Hagoort (2008-2016) · Shula Rijxman (2016-2022) · Frederieke Leeflang (2022-2025)